# Trolljegeren
Trolljegeren (Troll Hunter en la versió en anglès) és una pel·lícula noruega de gènere fantàstic del 2010, feta en forma d'un fals documental. Està escrita i dirigida per André Øvredal i apareix un elenc mixt d'actors no coneguts i comediants coneguts noruecs, incloent Otto Jespersen. La pel·lícula va rebre crítiques positives dels crítics de Noruega. La filmació va tenir lloc als boscos i muntanyes de Vestlandet, a Noruega, i l'actriu Johanna Mørck la va titllar d'experiència esgotadora. És un fals documental noruec que narra la història d'un grup d'estudiants que investiguen la misteriosa mort d'ossos i descobreixen una conspiració del Govern per silenciar l'existència de trolls gegants que viuen a Noruega. Els trolls són especialment susceptibles a la presència d'humans, als que ataquen sense contemplacions. El que ens proposa el film és que el Govern noruec ha estat ocultant el fet que existeix una població secreta de trolls vivint en una reserva en el massís muntanyenc Jotunheim, mantenint-los segurs i allunyant l'atenció pública del lloc i la possibilitat que es deslligui el pànic massiu si la gent s'assabenta que aquestes criatures són reals.
La filmació va tenir lloc en els boscos i muntanyes de Noruega.

## Argument
Un grup d'estudiants investiguen una sèrie d'assassinats misteriosos, però descobreixen que hi ha moltes coses més perilloses. Comencen a seguir el misteriós caçador, descobrint que és en realitat un caçador de trolls.

## Repartiment
- Otto Jespersen (Hans)
- Glenn Erland Tosterud (Thomas)
- Johanna Mørck (Johanna)
- Tomas Alf Larsen (Kalle)
- Urmila Berg-Domaas (Malica)
- Hans Morten Hansen (Finn)
- Robert Stoltenberg (caçador de Polònia)
- Knut Nærum (enginyer central elèctrica)